# Enric Navarro i Valls
Enric Navarro i Valls (Sagunt, 1972) és un agrònom valencià, especialitzat en agricultura ecològica. Com a divulgador, va ser presentador del programa de televisió d'À Punt Terra Viva.
Provinent de família d'agricultors, va viure la seua joventut a l'Alqueria del Barbut de la ciutat de València, enderrocada el 20 de juny del 2001 per a construir la parcel·la del Nou Mestalla. En la seua etapa universitària formà part del grup Obrint Pas i formà part de la primera generació que recupera l'ús de la dolçaina, aprenents de Joan Blasco.
Fa un Erasmus a Alemanya, on entra en contacte amb l'agricultura ecològica. Treballa com a tècnic a una cooperativa agrícola a Castell de Castells, i en acabant, a una explotació en Antequera d'oliva de cultiu ecològic per a una empresa alemanya. Posteriorment, formaria un projecte propi, Terra i xufa.